# Agente schiumante
Un agente schiumante o schiumogeno è un materiale che facilita la formazione di schiuma come un surfattante o un agente espandente. Un surfattante, quando è presente in piccole quantità, riduce la tensione superficiale di un liquido (riduce il lavoro necessario per creare la schiuma) o aumenta la sua colloidale inibendo la coalescenza delle bolle. Un agente espandente è un gas che forma la parte gassosa della schiuma.

## Surfattante
Il sodio lauriletere solfato (SLES) è un detergente e surfattante che si trova in molti prodotti per la cura personale (saponi, shampoo, dentifrici, ecc.). È uno schiumogeno economico ed efficace. Il sodio lauril solfato (noto anche come sodio dodecil solfato o SDS) e l'ammonio lauril solfato (ALS) sono alternative usate comunemente per lo SLES nei prodotti di consumo.

## Agenti espandenti
Ci sono due tipi principali di agenti espandenti: gas alla temperatura a cui si forma la schiuma, e gas generati per reazione chimica. Anidride carbonica, pentano e clorofluorocarburi sono esempi del primo tipo. Gli agenti espandenti che producono gas attraverso reazioni chimiche includono lievito chimico, azodicarbonammide, idruro di titanio e isocianati (quando reagiscono con l'acqua).